# Wickerhamiella cacticola
Wickerhamiella cacticola är en svampart som beskrevs av Lachance, C.A. Rosa, Starmer, Schlag-Edl., J.S.F. Barker & J.M. Bowles 1998. Wickerhamiella cacticola ingår i släktet Wickerhamiella och familjen Trichomonascaceae.   Inga underarter finns listade i Catalogue of Life.